# موسی أباد (فريمان)
موسی أباد (بالفارسية: موسی‌آباد) هي قرية تقع في قسم سنغ بست الريفي في إيران. يقدر عدد سكانها بـ 256 نسمة .